# Fingerlav
Fingerlav (Cladonia digitata) är en lavart som först beskrevs av L., och fick sitt nu gällande namn av Franz Georg Hoffmann. Fingerlav ingår i släktet Cladonia och familjen Cladoniaceae.  Arten är reproducerande i Sverige. Inga underarter finns listade i Catalogue of Life.

## Källor

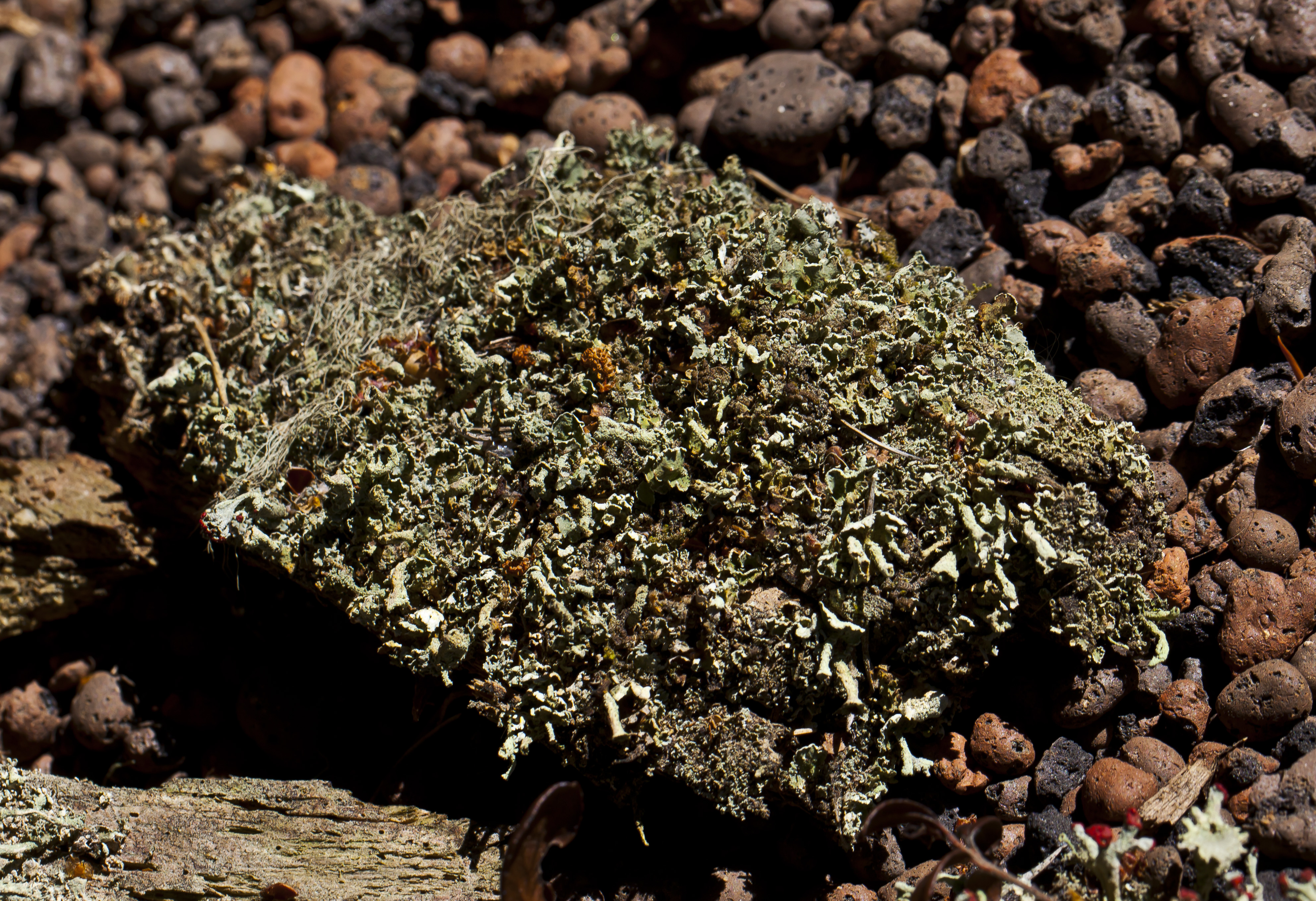
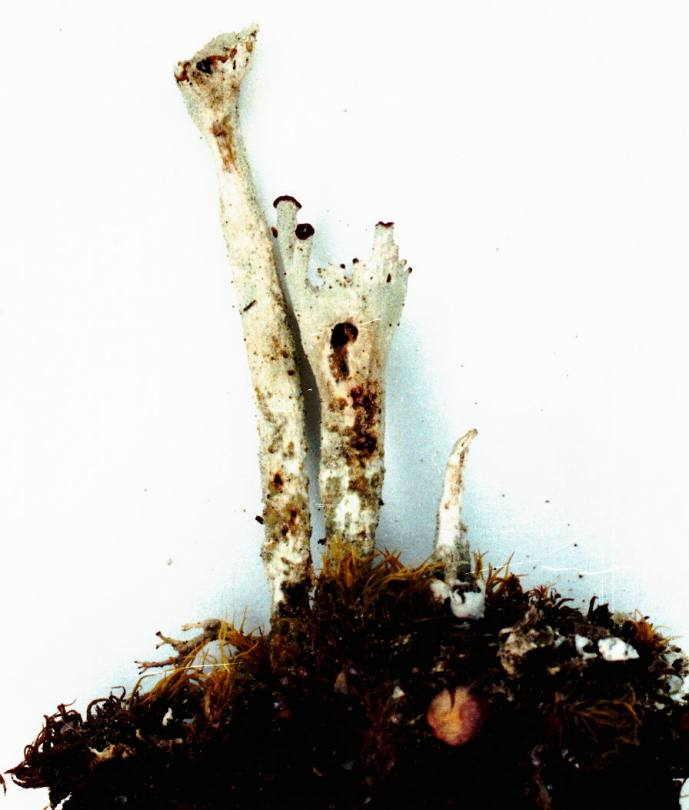
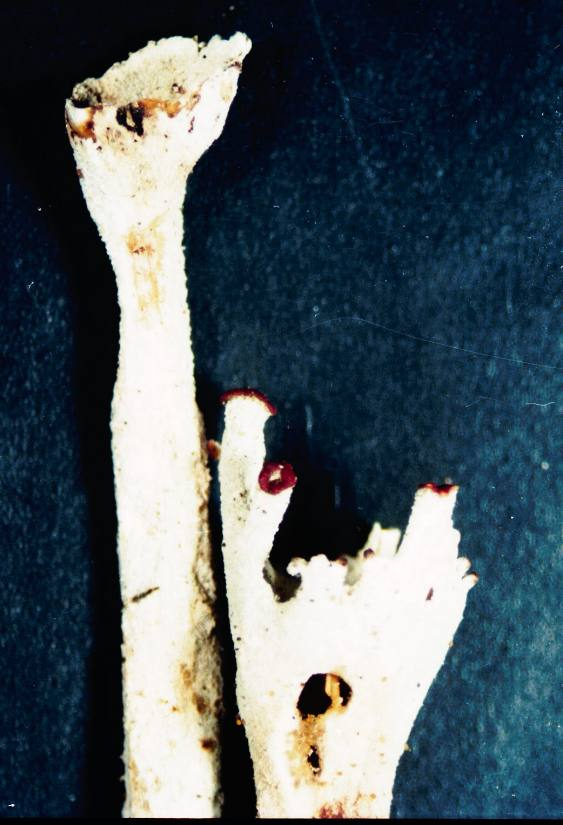
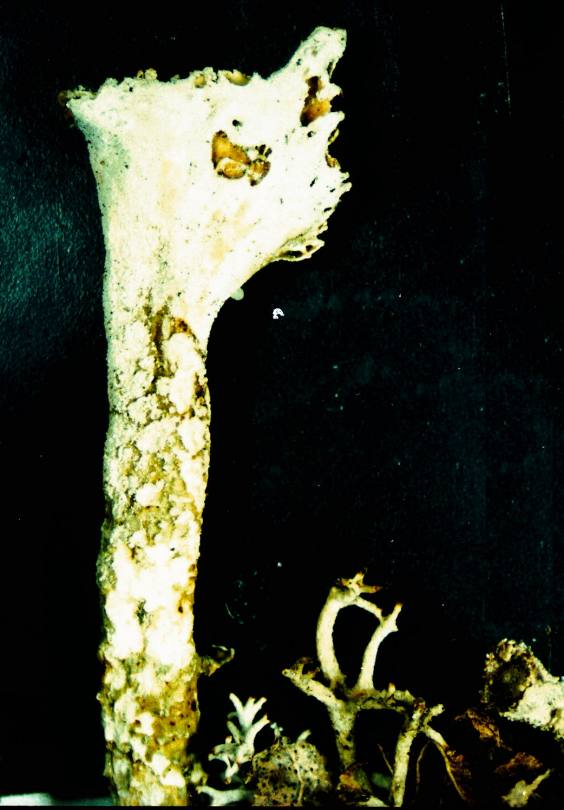
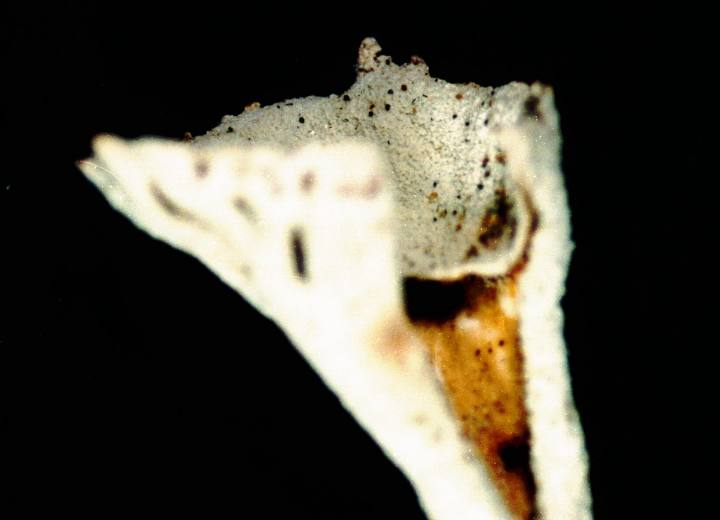
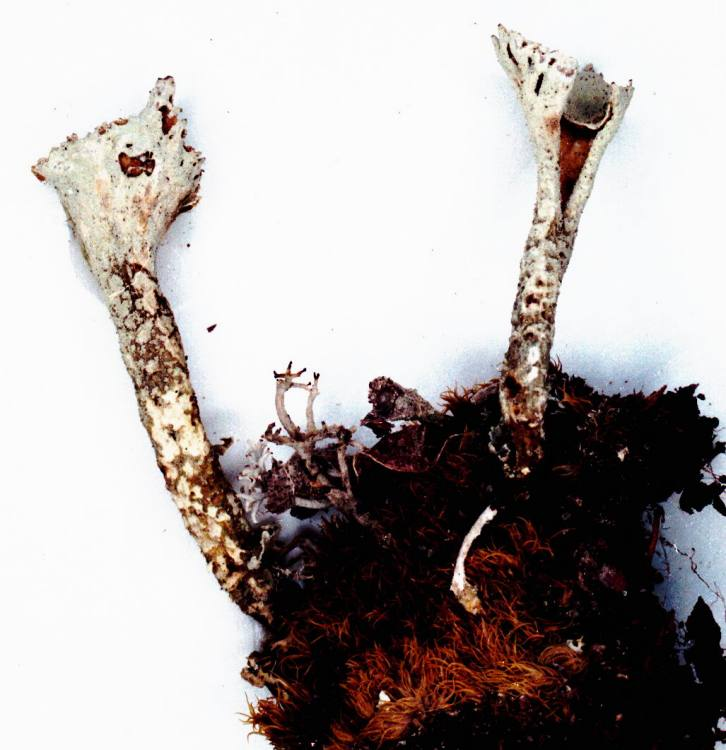
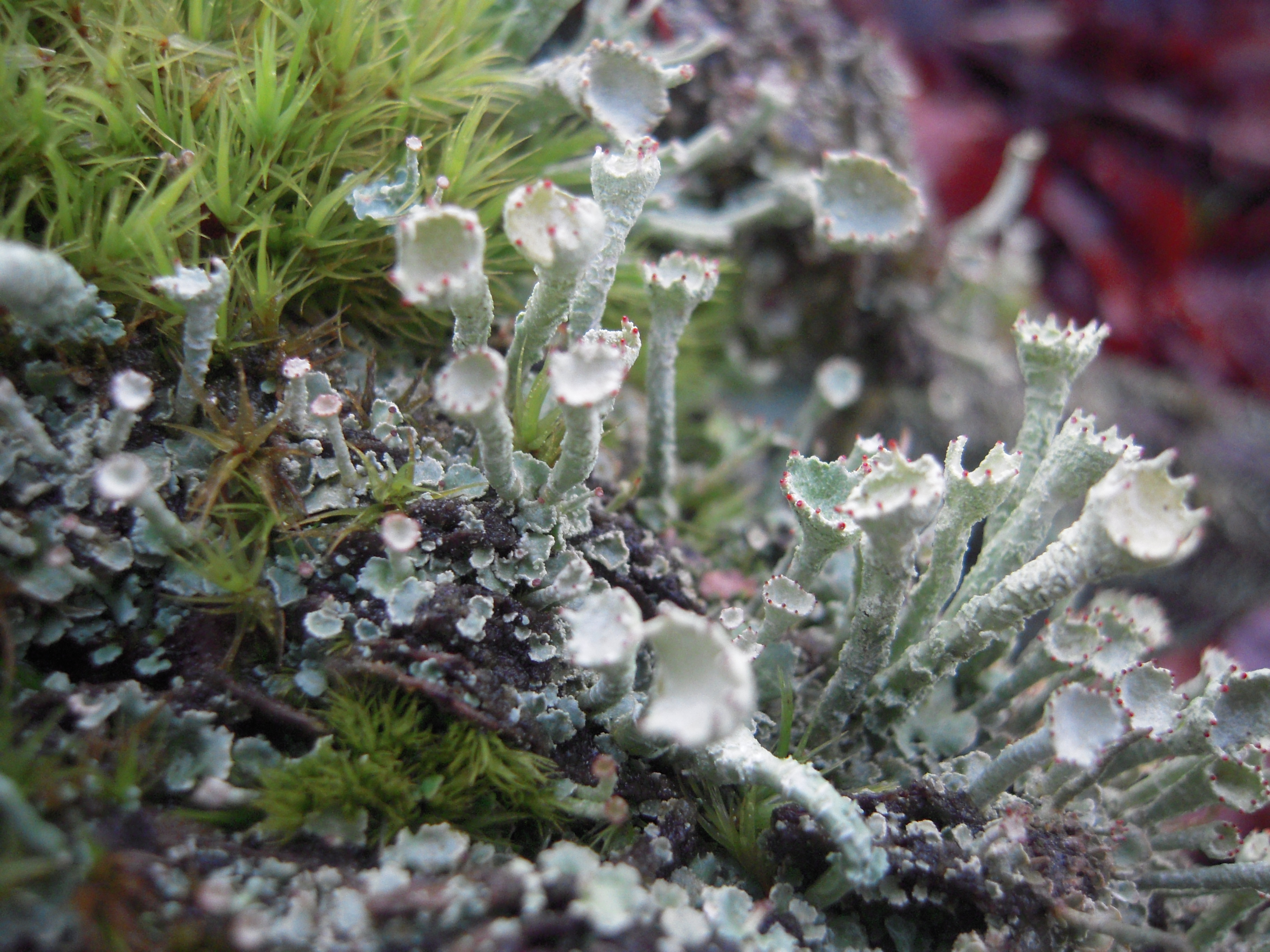